# مرض تخزين الدهون المحايد
مرض تخزين الدهون المحايد (المعروف أيضًا باسم متلازمة شانارين- دورفمان) هو اضطراب وراثي جسمي متنحي خلقي يتميز بتراكم الدهون الثلاثية في سيتوبلازم الكريات البيض، (شذوذ جوردان في العضلات والكبد والأرومات الليفية والأنسجة الأخرى. يحدث عادةً كواحد من نوعين فرعيين، مرض تخزين الدهون المحايد في عضلة القلب (NLSD-M)، أو مرض تخزين الدهون السماوي المحايد (NLSD-I) والذي يُعرف أيضًا باسم متلازمة شانارين دورفمان)، والتي تتميز بشكل أساسي بالاعتلال العضلي والسماك، على التوالى. عادة ما يكون السماك الموجود عادة احمرار الجلد الخلقي غير الفقاعي والذي يظهر على شكل قشور بيضاء.
لقد ارتبط وراثيًا بطفرات في جين CGI58 لـ NLSD-I) أو جين ATGL (لـ NLSD-M.

## السبب
ينتج مرض تخزين الدهون المحايد عن التراكم غير الطبيعي والمفرط للدهون في بعض أنسجة الجسم، بما في ذلك الكبد والقلب والعضلات. عادة، تخزن هذه الدهون على شكل قطرات دهنية وتستخدم عادة في عملية التمثيل الغذائي، وإشارات الخلايا، وتهريب الحويصلات. مرض تخزين الدهون المحايد هو مرض يشخص بالحدوث المتزامن للاعتلال العضلي و / أو السماك. يُعرَّف اعتلال عضلي بأنه مرض يصيب الأنسجة العضلية. السماك هو مرض مرتبط بالجلد حيث يصبح الجلد متقشرًا وسميكًا وجافًا.

### علم الوراثة
يحدث مرض تخزين الدهون المحايد (NLSD) في واحد من نوعين فرعيين وراثيين وسريريين. كلا النوعين الفرعيين هما من الاضطرابات الصبغية المتنحية، ما يعني أن الأليل الطافر يجب أن يورث من كلا الوالدين من أجل التسبب في المرض.
النوع الفرعي الأول: مرض تخزين الدهون المحايد المصحوب باعتلال عضلي (NLSD-M)، ناتج عن طفرة في جين PNPLA2ما يقلل من التعبير الطبيعي أو وظيفة بروتين ATGL. يوجد PNPLA2 على الكروموسوم 11. ATGL هو إنزيم يشارك في هدم الدهون الثلاثية (تخزين الدهون على المدى الطويل) في الأحماض الدهنية (تخزين الدهون على المدى القصير) داخل الجسم في حالة عدم وجود ATGL يعمل بكامل طاقته، تتراكم الدهون الثلاثية في مجرى الدم وأنسجة الجسم. ومن المثير للاهتمام أن الأفراد الذين يعانون من مرض تخزين الدهون المحايد ليسوا بدينين في العادة. لقد اقترح أن استيعاب الدهون الثلاثية بدلًا من تحللها هو العامل الرئيسي في تراكم الدهون في الخلايا الدهنية. المرضى الذين يعانون من NLSD-M يظهرون اعتلال عضلي هيكلي تدريجي واعتلال شديد في عضلة القلب في نحو 40٪ من الحالات. الأساس الفيزيولوجي المرضي والآلي للاعتلال العضلي الناجم عن العجز هو استقلاب الشحوم غير معروف بعد.
النوع الفرعي الثاني: مرض تخزين الدهون المحايد مع السماك (NLSD-I)، أو متلازمة شانارين دورفمان، ناتج عن طفرة في بروتين CGI-58. CGI-58 هو عامل منشط لـ ATGL، وتحافظ هذه البروتينات معًا على مستويات الدهون في الدم بين الوجبات. يؤدي تعطيل CGI-58 إلى ظهور أعراض السماك، وهي حالة جلدية يصبح فيها الجلد شديد التقشر وسميك وجاف.
السماك هو اضطراب وراثي، مثل مرض تخزين الدهون المحايد، وقد وجد أنه مرتبط وراثيًا في بعض المواقف بجين PNPLA2. لذلك، في بعض الأحيان عندما يكون هناك طفرة في جينPNPLA2، يتم أيضًا تحور الأليل المرتبط لـ CG-58. ومع ذلك، فإن هذا الجين المحدد لا ينتج السماك من تلقاء نفسه. يمكن تشخيص السماك بشكل فردي في المريض ويختلف السبب الجيني للسماك غير المرتبط عن الجين المرتبط بـ PNPLA2. ضع في اعتبارك أن هذه الاضطرابات قد تحدث بشكل فردي داخل المريض أيضًا.